# Wenera Michailowna Tschernyschowa
Wenera Michailowna Tschernyschowa (russisch Венера Михайловна Чернышова; * 5. März 1954 in Perm) ist eine ehemalige sowjetische Biathletin.

## Erfolge
Tschernyschowa gehörte in den 1980er-Jahren zur dominierenden sowjetischen Biathlonmannschaft. Bei den ersten fünf Weltmeisterschaften der Damen von 1984 bis 1988 gewann Tschernyschowa fünf Goldmedaillen mit der sowjetischen Staffel.
1984 wurde Tschernyschowa sowohl erste Weltmeisterin im Einzel als auch im Sprint. Zusammen mit der Staffelmedaille gewann sie so in drei Rennen drei Goldmedaillen. Weitere Einzelmedaillen gewann Tschernyschowa 1985 mit der Bronze- sowie 1987 mit der Silbermedaille im Sprint und 1988 mit der Bronzemedaille im Einzel. Mit sieben Gold-, einer Silber- und zwei Bronzemedaillen gehört Tschernyschowa bis heute zu einer der erfolgreichsten Athletinnen bei Weltmeisterschaften.
Weniger erfolgreich war die bei Weltmeisterschaften dominierende Sowjetunion hingegen im Biathlon-Weltcup. Auch Tschernyschowa erreichte hier in der Gesamtwertung nie eine Platzierung unter den besten drei Athletinnen.